# Gaspard Abeille
Gaspard Abeille (1648, Riez – 22. května 1718, Paříž) byl francouzský duchovní, spisovatel a dramatik.

## Životopis
Z Provence odešel brzy do Paříže. Nastoupil jako tajemník u maršála Françoise-Henriho de Montmorency-Luxembourg. Po jeho smrti dočasně přešel do služeb generála Louise II. Poté se stal generálním tajemníkem provincie Normandie a nakonec dostal od krále převorství Notre-Dame de la Mercy v Clermont-Ferrand. V roce 1704 byl jmenován na 19. křeslo Académie française. Část svých děl publikoval pod jménem herce Jeana Françoise de La Juvenon Tuillerie (1650–1688), aby zabránil kritice neslučitelnosti jeho církevní a literární činnosti.

## Dílo
- Argel, reine de Thessalia, tragédie, Paříž, Théâtre de l'Hôtel de Bourgogne, listopad 1673
- Coriolan, tragédie, Paříž, Théâtre de l'Hôtel Guénégaud, 24. leden 1676
- Lyncée (Lynkeus), tragédie, Paříž, Théâtre de l'Hôtel de Bourgogne, 25. únor 1678
- Soliman, tragédie, Paříž, Théâtre de l'Hôtel de Bourgogne, 11. říjen 1680
- Crispin bel esprit, tragédie, Paris, Théâtre de l'Hôtel Guénégaud, 11. červenec 1681
- Hercule, tragédie, Paříž, Théâtre de l'Hôtel Guénégaud, 7. listopad 1681